# هاپتون آن سی
هاپتون آن سی (به انگلیسی: Hopton-on-Sea) یک منطقهٔ مسکونی در بریتانیا است که در Great Yarmouth واقع شده‌است. هاپتون آن سی ۵٫۶۳ کیلومتر مربع مساحت و ۲٬۹۷۰ نفر جمعیت دارد.